# Goe Gebakken
Goe Gebakken was een Vlaams kookprogramma dat uitgezonden werd in 2011 en 2012, op de zender VIER (eerder op VT4). In het programma kwamen alleen gebak en desserts aan bod.
De eerste twee seizoenen werden gepresenteerd door Sofie Dumont. Door haar overstap van VT4 naar VTM lag de presentatie vanaf het derde seizoen in handen van Wim Ballieu.

## Boeken
Er zijn 4 gelijknamige boeken uitgebracht met de recepten uit het programma:
- Sofie DUMONT, Goe gebakken: de lekkerste bakrecepten voor thuis, Linkeroever Uitgevers, 2011. ISBN 978-90-572-0404-3
- Sofie DUMONT, Goe gebakken 2: nog meer lekkere bakrecepten voor thuis, Linkeroever Uitgevers, 2011. ISBN 978-90-572-0440-1
- Wim BALLIEU, Johan TIMMERMANS, Goe gebakken: een haalbare taart, Standaard Uitgeverij, 2012. ISBN 978-90-813-5742-5
- Wim BALLIEU, Johan TIMMERMANS, Goe gebakken: gezellig en verrassend bakken met Wim Ballieu, Standaard Uitgeverij, 2012. ISBN 978-90-813-5741-8